# Будисавлевич, Срджан
Срджан Будисавлевич (сербохорв. Срђан Будисављевић / Srđan Budisavljević; 8 декабря 1884, Пожега — 20 февраля 1968, Загреб) — министр внутренних дел Югославии с 27 марта по 14 апреля 1941 года, состоявший во Временном правительстве Демократической Федеративной Югославии. Известен как один из немногих югославских довоенных политиков, не проявлявший какую-то серьёзную склонность к конкретным политическим силам.

## Биография

### Ранние годы
Серб по происхождению. По образованию юрист, работал адвокатом. C 1906 года был депутатом Хорватского Сабора в составе Хорватско-сербской коалиции. Был участником Загребского судебного процесса 1909 года против 53 членов Сербской независимой партии, в ходе которого чуть сам не оказался на скамье подсудимых. В годы Первой мировой войны несколько раз был арестован. 14 марта 1911 на 22-м заседании Сабора королевства Хорватии, Славонии и Далмации была представлена книга «Речь доктора Срджана Будисавлевича, национального защитника Брлогского уезда» (серб. Говор Дра Срђана Будисављевића народног заступника котара брлошког), в которой Будисавлевич обвинил Джордже Настича, проавстрийски настроенного политика, в инициировании процесса и сговоре с полицией Загреба.
Позднее Срджан ушёл из Хорватско-сербской коалиции, поскольку его мнение зачастую неучитывалось. В начале 1918 года он начал участвовать в собраниях различных групп и партий Хорватии, Словении, Боснии и Герцеговины, поддерживавших идею о создании единой Югославии. С 1 января 1918 Срджан начал издавать газету «Голос словенцев, хорватов и сербов» (серб. Словенаца, Хрвата и Срба). В октябре 1918 года участвовал в создании Народного вече словенцев, хорватов и сербов и стал его секретарём.

### Во главе Независимой демократической партии
В 1936 году после смерти Светозара Прибичевича Будисавлевич возглавил Независимую демократическую партию, а затем и организовал Крестьянско-демократическую коалицию в югославском парламенте. В 1939 году был назначен министром социальной политики после подписания соглашения Цветковича-Мачека.

### В годы Второй мировой войны
24 марта 1941 после новостей о том, что Югославия собирается вступить в Тройственный пакт, по стране прокатилась волна массового возмущения и недовольства, а в правительстве начались отставки. Правительство покинули Бранко Чубрилович и Михайло Константинович. Через три дня произошёл государственный переворот, инициированный Душаном Симовичем, и Будисавлевич получил должность министра внутренних дел. Сразу же Будисавлевич принял решение немедленно сжечь все документы из уголовных дел против членов Коммунистической партии Югославии, чтобы те не попали в руки немцев.
15 апреля 1941 после краха югославской армии и разгрома со стороны вермахта Будисавлевич на самолёте из Никшича немедленно покинул страну, оставаясь в эмиграции до июня 1944 года. Король Пётр II после долгих уговоров от союзников распустил правительство и благодаря стараниям Ивана Шубашича договорился с Иосипом Брозом Тито о создании коалиционного «временного» правительства. Будисавлевич, оказывая моральную поддержку Шубашичу, в глубине души не верил не только в то, что правительство сумеет удержать страну от распада — он сомневался вообще в возможности его существования хоть какое-либо время, поэтому исключил своё возможное участие в работе правительства.

### Коалиционное правительство
В январе 1945 года Иосип Броз Тито и Иван Шубашич договорились, что от имени короля в правительстве будут присутствовать три его представителя: серб, хорват и словенец. Будисавлевичу посчастливилось попасть в эту группу представителей вместе с Анте Мандичем и Душаном Сернецом. Решение об этом принял король Пётр II 2 марта 1945. 5 марта были распущены и королевское, и титовское правительства, а 7 марта было сформировано новое правительство, которое принесло присягу. Стараниями Будисавлевича в правительство был принят Сава Косанович на должность министра информации. Королевские представители, несмотря на свои старания, не сумели убедить ни членов правительства, ни население страны в своей правоте и заставить их отказаться от поддержки коммунистов. 11 ноября 1945 правительство было распущено в преддверии выборов, а 30 ноября 1945 Скупщина приняла решение об упразднении монархии.
После создания социалистической Югославии Будисавлевич остался жить в новой стране и занялся написанием книг: в 1958 году в Загребе вышла его книга «Рождение государства сербов, хорватов и словенцев» (серб. Стварање државе Срба, Хрвата и Словенаца). В этой книге он активно раскритиковал Николу I Петровича, короля Черногории, которого представлял как ярого союзника Австро-Венгрии и противника сербско-черногорского единства.